# Robert A. Taft
Robert A. Taft (Cincinnati, 1889. szeptember 8. – New York, 1953. július 31.) az Amerikai Egyesült Államok szenátora (Ohio, 1939–1953).